# Skangali (stacja kolejowa)
Skangali (ros. Скангали, łot. Skangaļi) – stacja kolejowa w miejscowości Skangali, w rejonie pytałowskim, w obwodzie pskowskim, w Rosji. Leży na linii dawnej Kolei Warszawsko-Petersburskiej. Jest to ostatnia rosyjska stacja przed granicą z Łotwą (stacją graniczną jest jednak Pytałowo).
Stacja powstała w 1926 i do II wojny światowej leżała na Łotwie.